# Ebenezer W. Poe

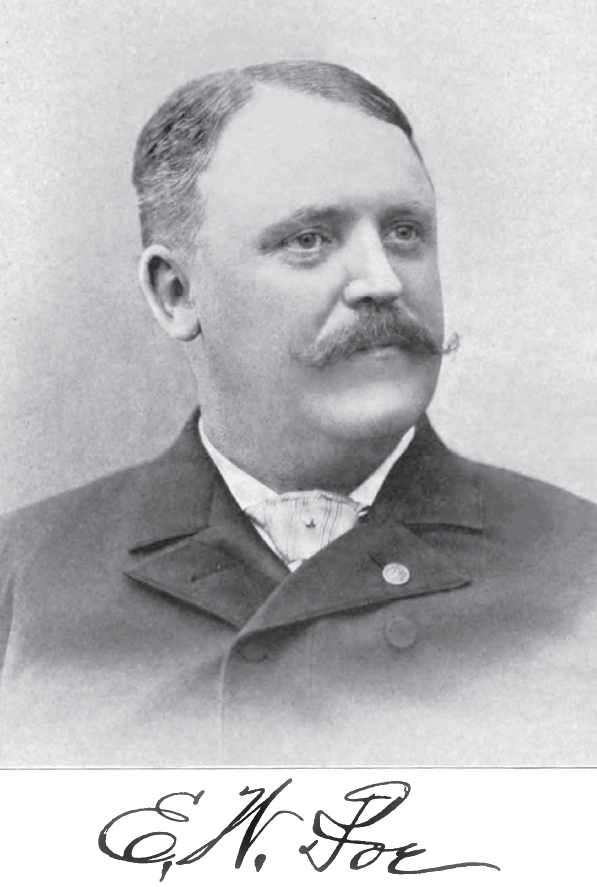

Ebenezer Wilson Poe (* 11. November 1846 im Hancock County, Ohio; † 19. Juni 1898 in Columbus, Ohio) war ein US-amerikanischer Politiker (Republikanische Partei). Er war von 1888 bis 1896 Auditor of State von Ohio.

## Werdegang
Ebenezer Wilson Poe wurde während des Mexikanisch-Amerikanischen Krieges auf einer Farm bei Findlay (Hancock County) geboren. Über seine Jugendjahre ist nichts bekannt. Sein Vater schrieb sich 1862 während des Bürgerkrieges in der Unionsarmee ein. Daraufhin verpflichtete er sich im selben Jahr im Alter von 16 Jahren in der Kompanie G der 133. Ohio Volunteer Infantry und diente in der Army of the Cumberland bis zu seiner Ausmusterung im August 1864. Poe ging dann wieder auf die High School in Findlay, wo er graduierte. Danach unterrichtete er drei Jahre lang an einer Schule. Dann war er als Verkäufer tätig. In diesem Zusammenhang betrieb er zwischen 1873 und 1875 ein Geschäft. Danach war er sechs Jahre lang als Handelsreisender tätig.
Die Republikanische Partei nominierte ihn 1881 als Auditor im Wood County. Er gewann die folgende Wahl. Seine Wiederwahl fand 1883 statt. Bei der Republican State Convention 1887 gewann er im ersten Wahlgang die Nominierung für das Amt des Auditor of State von Ohio und setzte sich dabei gegen sechs andere durch. In der folgenden Wahl besiegte er den amtierenden Auditor of State von Ohio Emil Kiesewetter von der Demokratischen Partei. 1891 wurde er wiedergewählt. Bei der Republican State Convention 1895 kandidierte Poe als einer von acht Kandidaten für das Amt des Gouverneurs von Ohio. Nach dem dritten Wahlgang wechselten seine Unterstützer zu Asa S. Bushnell, der später zum Gouverneur gewählt wurde. Nach dem Ende seiner Amtszeit als Auditor of State arbeitete er bei einer Lebensversicherung. Poe verstarb 1898 in Columbus und wurde dann dort auf dem Green Lawn Cemetery beigesetzt.
Er war Mitglied der Independent Order of Odd Fellows (I.O.O.F.) und der Grand Army of the Republic. Ferner war er Methodist.
Am 8. Oktober 1868 heiratete er Caroline Thomas aus McComb (Ohio). Das Paar hatte vier Kinder.